# Krabi

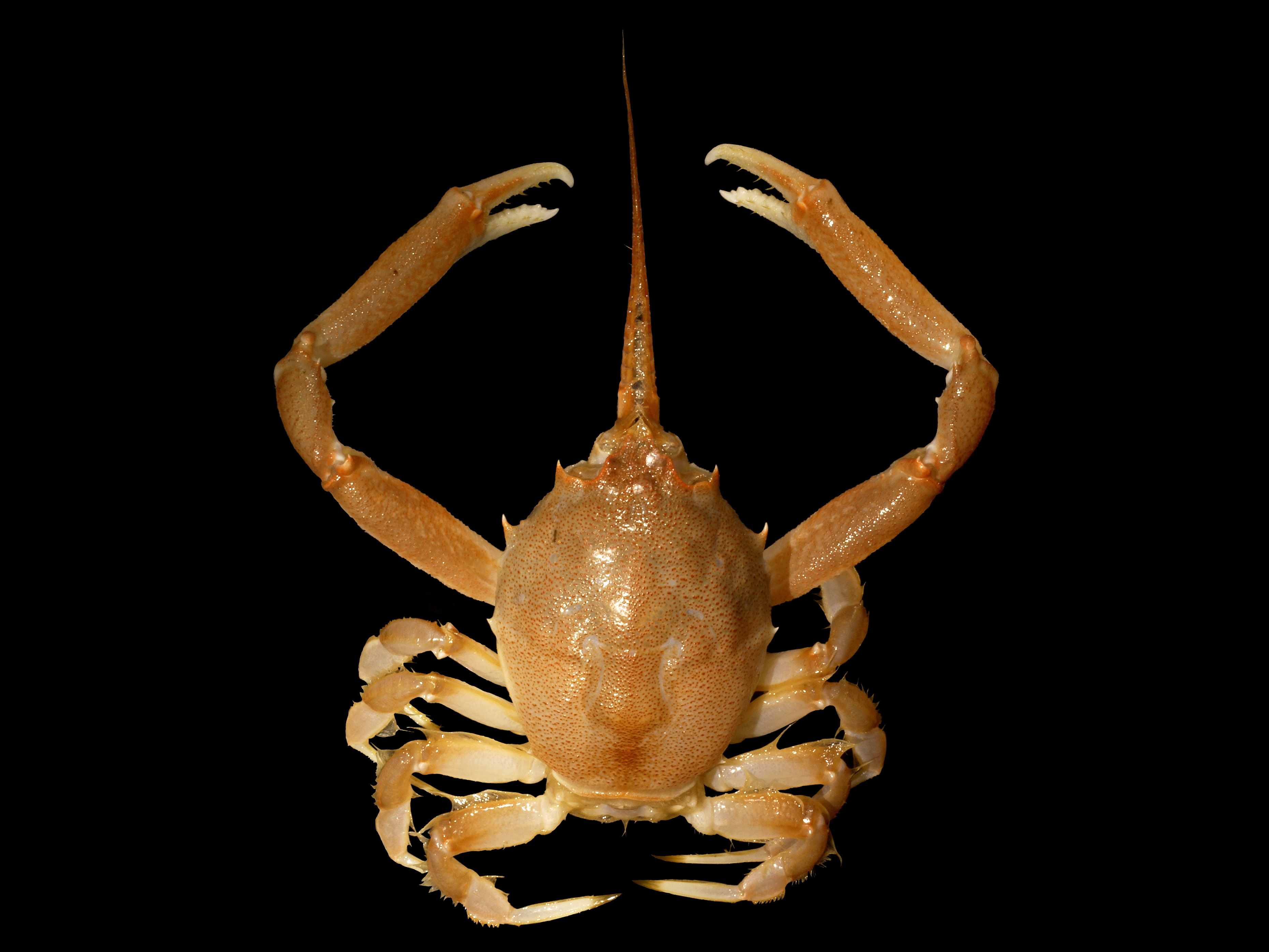
Corystes cassivelaunus

Krabi (Brachyura) jsou polyfyletická skupina vodních živočichů (v některých taxonomických systémech definovaná jako infrařád). Krabi mají 5 párů kráčivých nohou (pereiopody), první pár je zakončen klepety. Mají široce oválný plochý krunýř, zpravidla mohutná klepeta a jedno z klepet bývá dominantní. Nohy orientované do stran a redukovaný zadeček. Ten je přimknut na spodní plochu hlavohrudi, na plastron. Samci mají zadeček subtilní a špičatý, samice široký a tupě zakončený.
Největší zaznamenaný krab je velekrab japonský (Macrocheira kaempferi) s rozpětím nohou až 3,7 m. Pravděpodobně nejčastěji chovaný krab v Česku je krab suchozemský (Cardisoma armatum), známý pod názvy krab harlekýn nebo krab tříbarvý.

## Rozšíření a evoluce

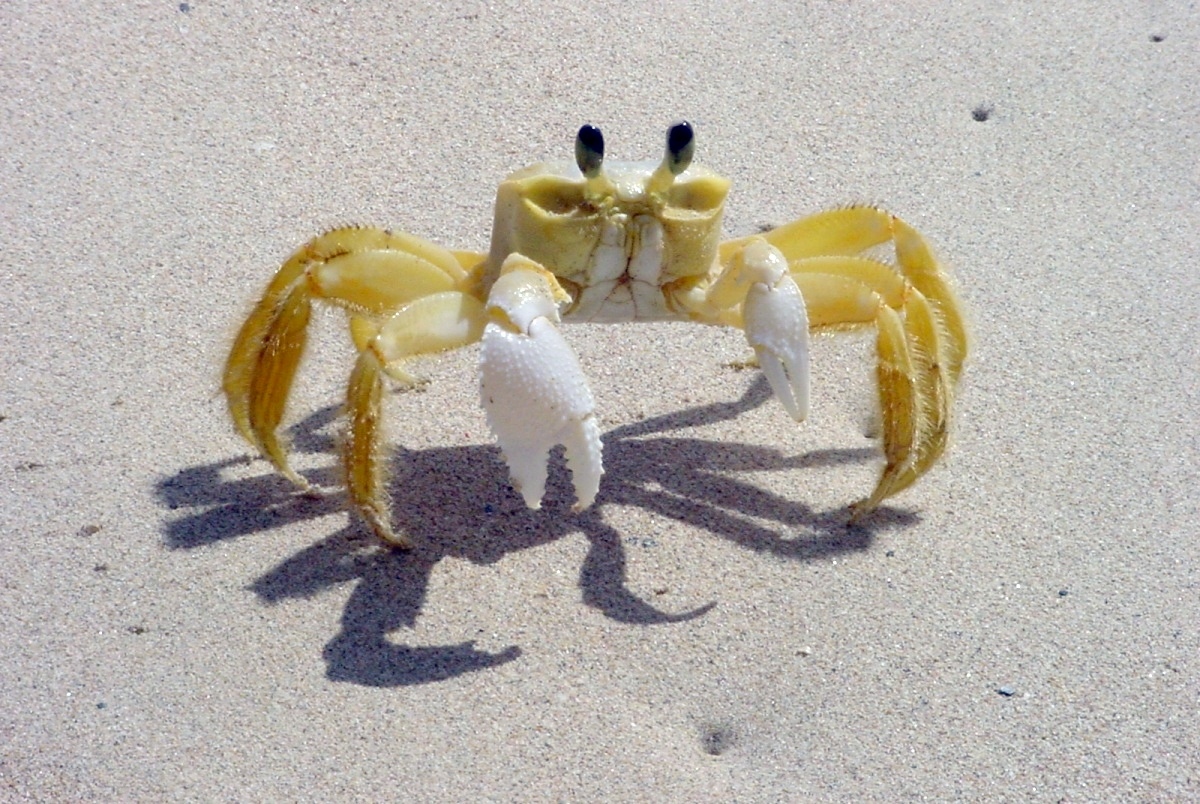
Druh Ocypode quadrata

Krabi jsou rozšířeni po celé planetě. V Česku se vyskytuje místy invazní druh krab říční (Eriocheir sinensis).
Fosilie naznačují, že krabi jsou poměrně starobylou skupinou, která se objevila již v průběhu prvohor. "Moderní" krabi ze skupiny Brachyura (Decapoda) byli dříve známí až z období eocénu, nové nálezy z Francie však ukazují, že existovali již v období svrchní křídy (kampán, asi před 80 miliony let).

## Význam

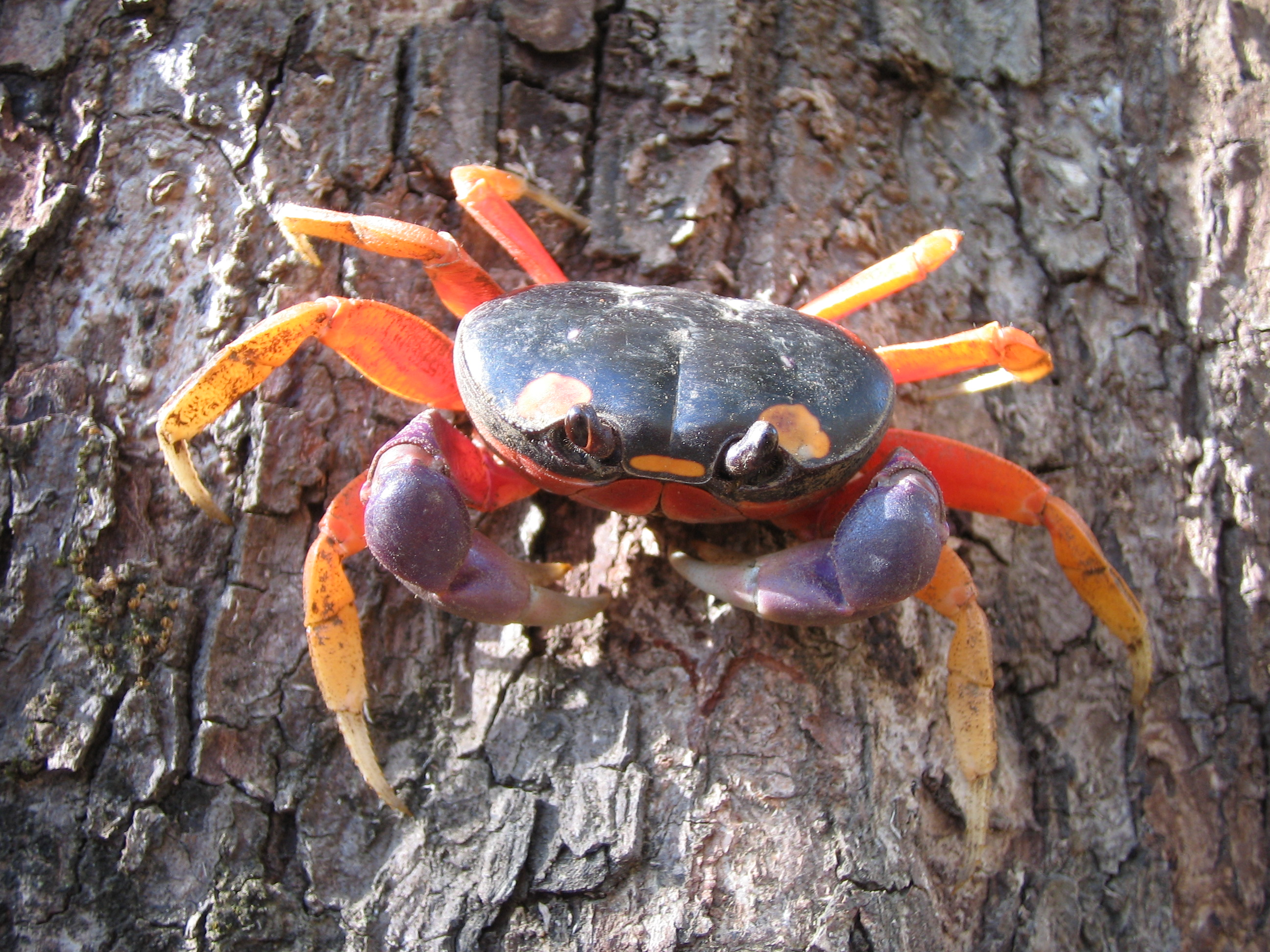
Suchozemský Gecarcinus ruricola

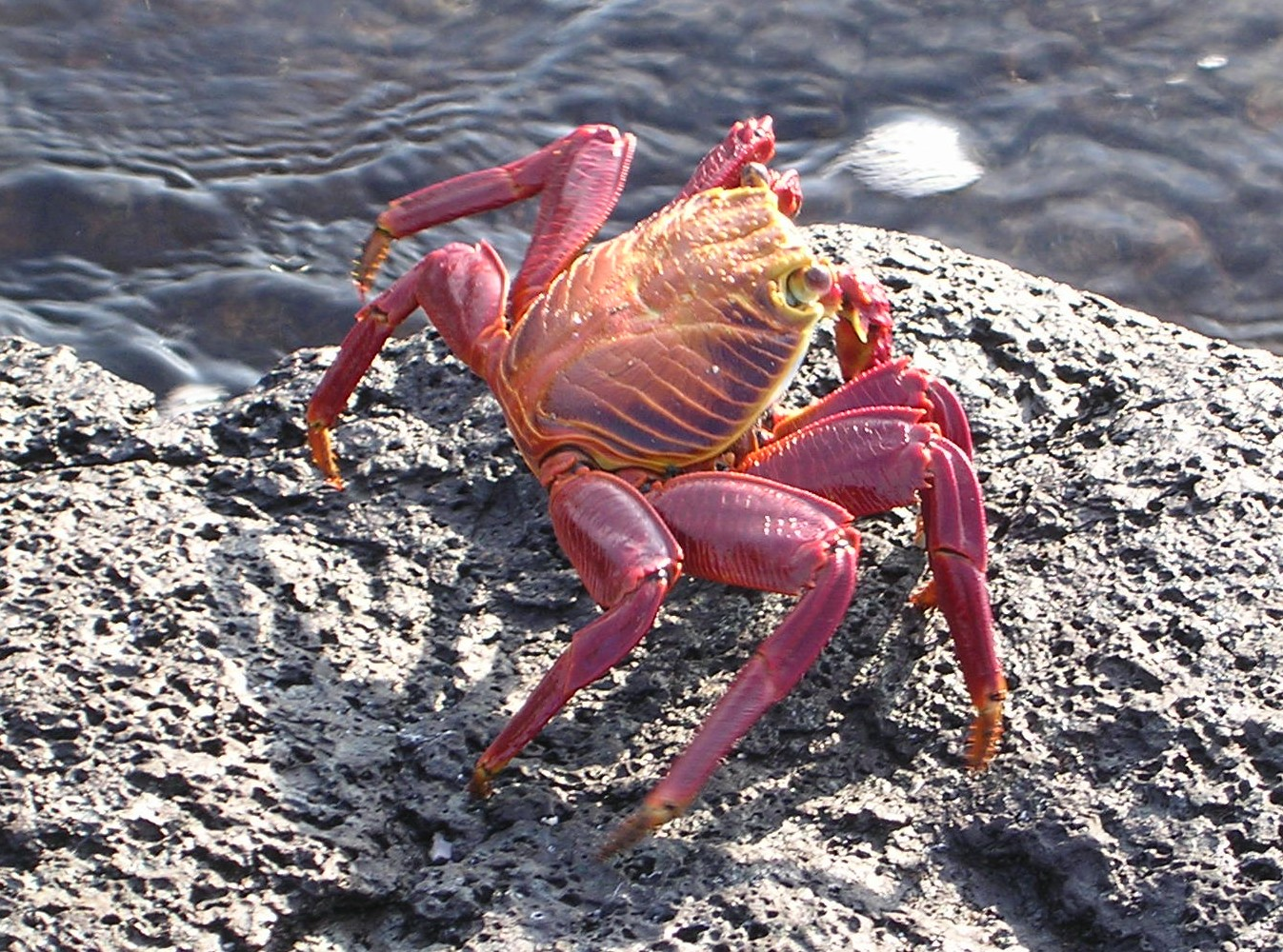
krab světlonohý (Grapsus grapsus)

Krabi jsou hojně loveni pro maso, které se získává převážně z klepet a těla jedince. Ročně se celosvětově pro maso odloví asi 1,5 miliónu tun krabů. Největším producentem je Čína a země v Jihovýchodní Asii.

## Klasifikace
- sekce Dromiacea De Haan,
  - Homolodromioidea Alcock, 1900
  - Homoloidea De Haan, 1839
- sekce Raninoida De Haan, 1839
- sekce Cyclodorippoida Ortmann, 1892
- sekce Eubrachyura de Saint Laurent, 1980
  - podsekce Heterotremata Guinot, 1977
    - Aethroidea Dana, 1851
    - Bellioidea Dana, 1852
    - Bythograeoidea Williams, 1980
    - Calappoidea De Haan, 1833
    - Cancroidea Latreille, 1802
    - Carpilioidea Ortmann, 1893
    - Cheiragonoidea Ortmann, 1893
    - Dairoidea Serène, 1965
    - Dorippoidea MacLeay, 1838
    - Eriphioidea MacLeay, 1838
    - Gecarcinucoidea Rathbun, 1904
    - Goneplacoidea MacLeay, 1838
    - Hexapodoidea Miers, 1886
    - Leucosioidea Samouelle, 1819
    - Majoidea Samouelle, 1819
    - Orithyioidea Dana, 1852
    - Palicoidea Bouvier, 1898
    - Parthenopoidea MacLeay, 1838
    - Pilumnoidea Samouelle, 1819
    - Portunoidea Rafinesque, 1815
    - Potamoidea Ortmann, 1896
    - Pseudothelphusoidea Ortmann, 1893
    - Pseudozioidea Alcock, 1898
    - Retroplumoidea Gill, 1894
    - Trapezioidea Miers, 1886
    - Trichodactyloidea H. Milne-Edwards, 1853
    - Xanthoidea MacLeay, 1838

  - podsekce Thoracotremata Guinot, 1977
    - Cryptochiroidea Paul'son, 1875
    - Grapsoidea MacLeay, 1838
    - Ocypodoidea Rafinesque, 1815
    - Pinnotheroidea De Haan, 1833

## Galerie

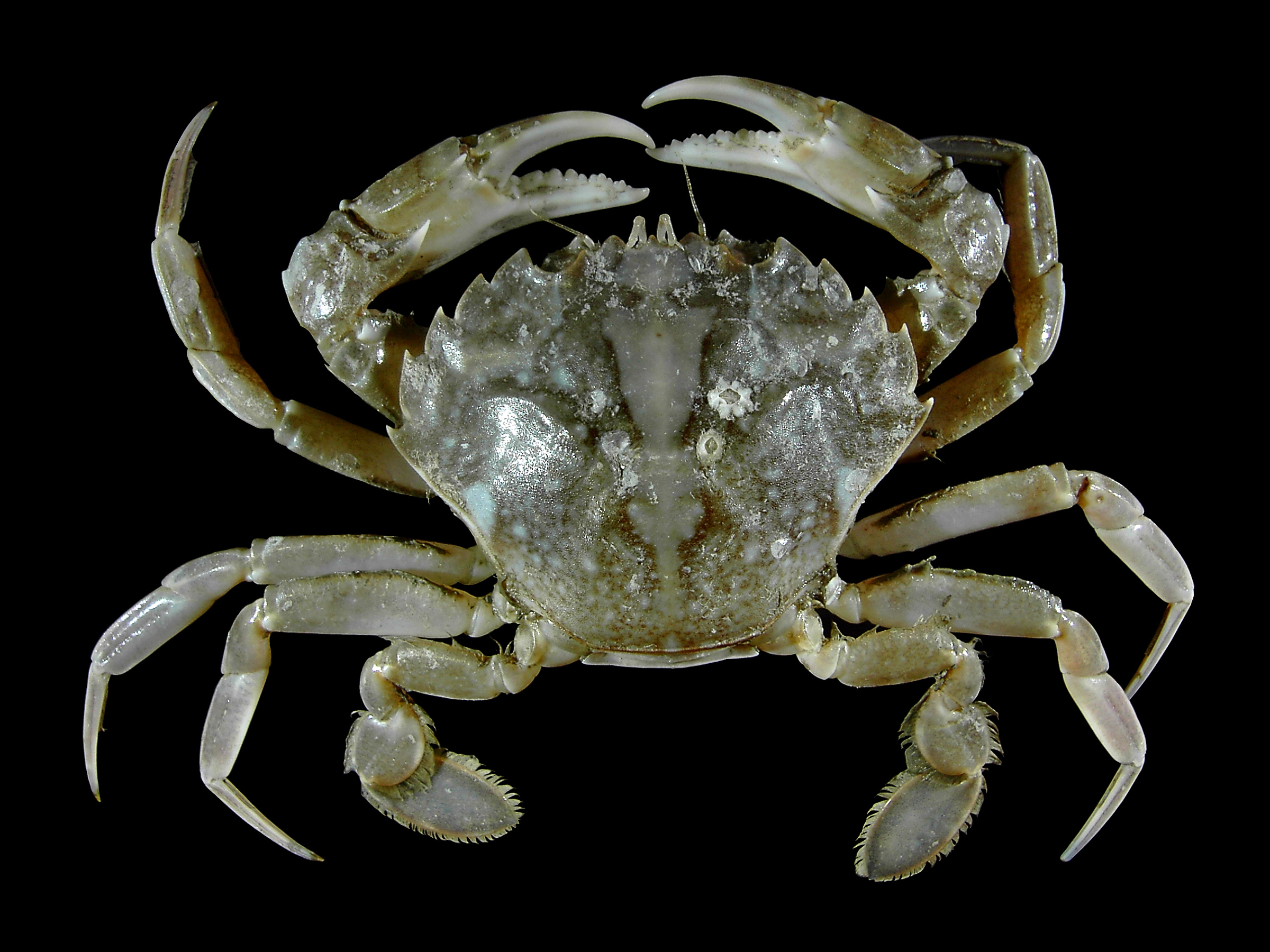
Liocarcinus vernalis
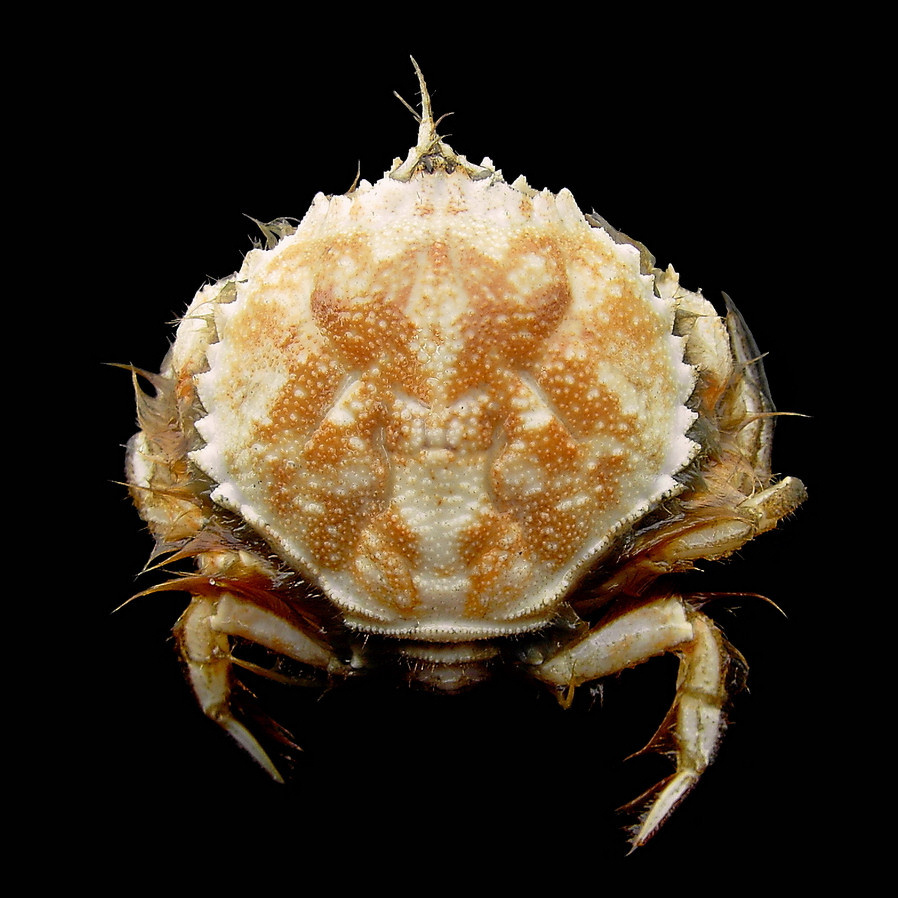
Atelecyclus rotundatus
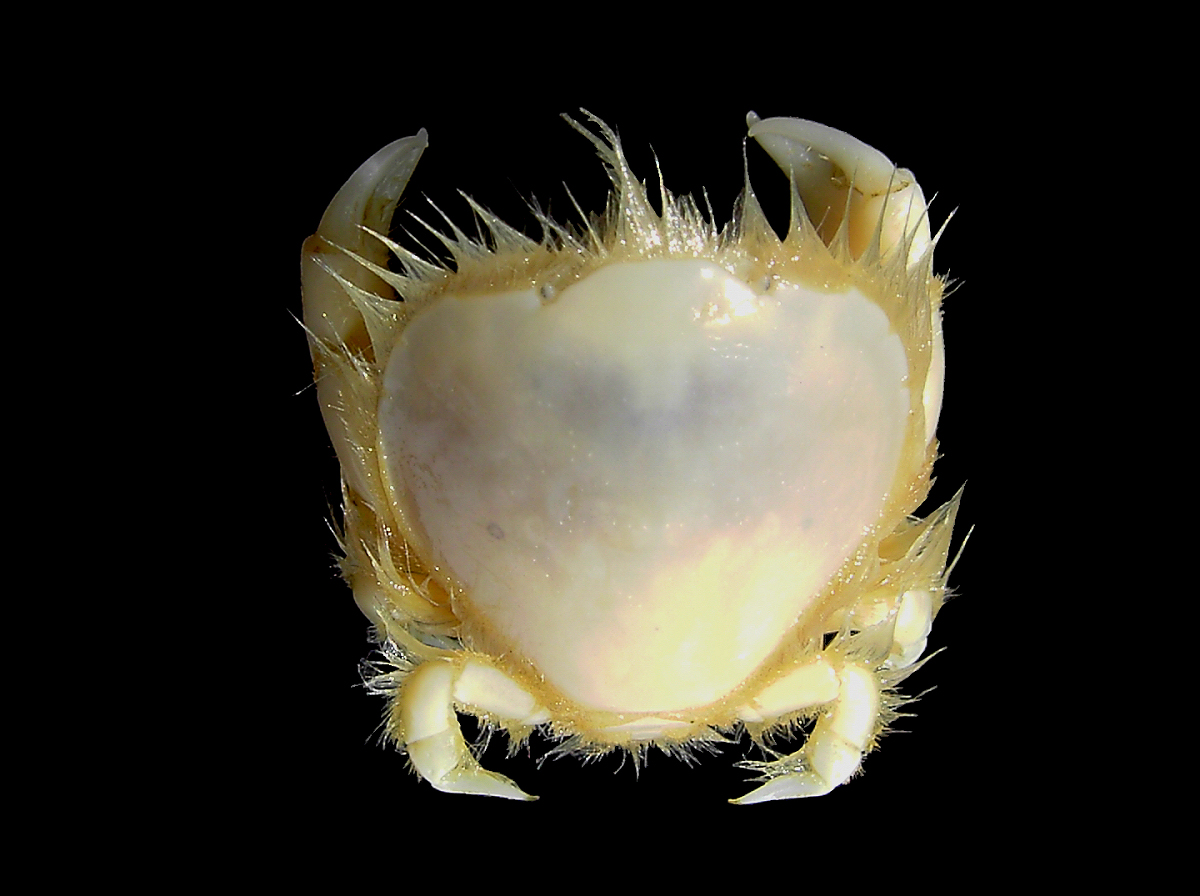
Thia scutellata
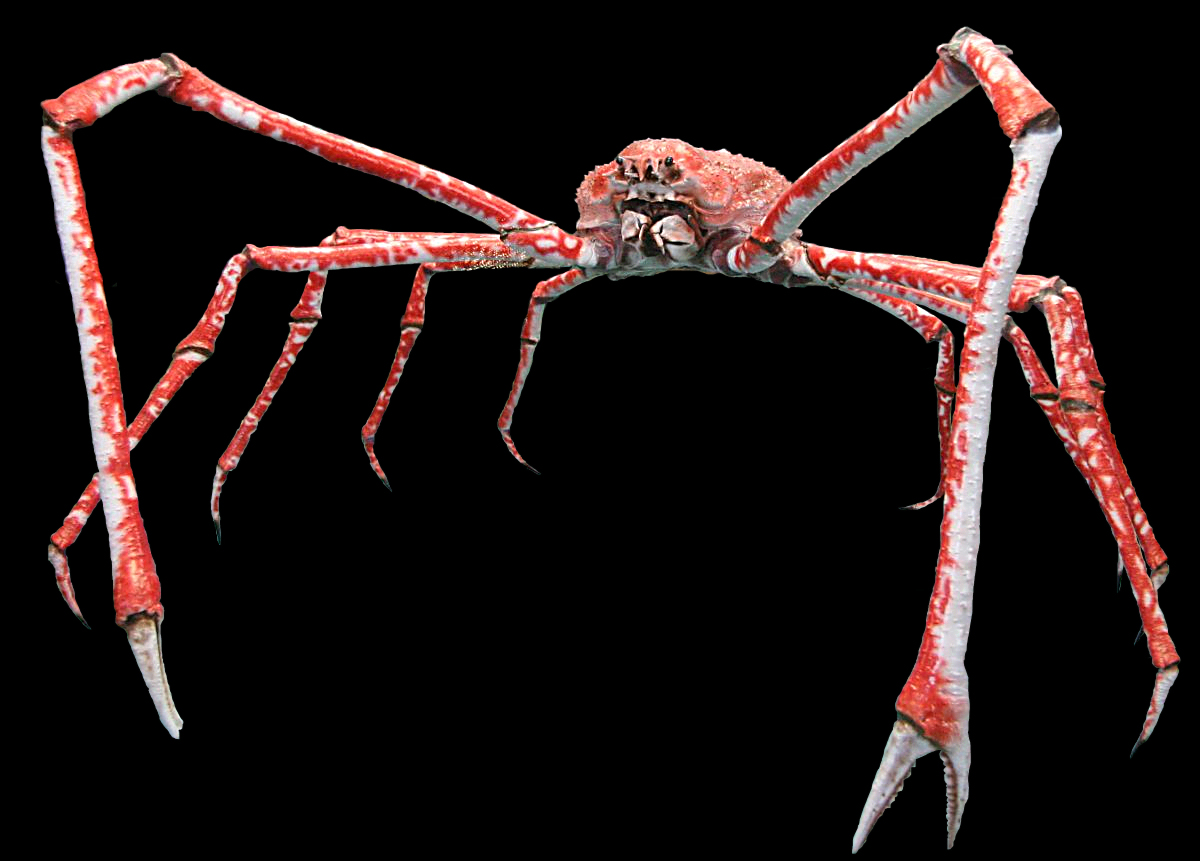
Macrocheira kaempferi